# Joaquín Calvo Sotelo
Joaquín Calvo Sotelo (Corunha, 5 de março de 1905 - Madrid, 7 de abril de 1993) foi um jornalista e autor dramático espanhol.

## Biografía
Irmão do político José Calvo Sotelo, assassinado dias antes do início da Guerra Civil, e tio de Leopoldo Calvo-Sotelo, Presidente do Governo Espanhol (1981-1982).
Estudou com os jesuítas de Chamartin, formou-se em Direito em Madrid e ingressou em 1927  no Cuerpo de Abogados del Estado. Como cronista escriveu principalmente no ABC e percorreu praticamente todo o mundo, escrevendo alguns livros de viagens como Nueva York en retales e Muerte y resurrección de Alemania. Por um dos artigos que figuram neste segundo volume recebeu o Prémio Mariano de Cavia de 1950. Durante a Guerra Civil Espanhola teve que refugiar-se na embaixada da Turquia, donde passou à do Chile e, por meio desta, embarcou em Alicante no navio Tucumán da Armada Argentina, no qual viajou para Marella.
Dirigiu, entre 1933 e 1942, a secretaria geral da "Cámara Oficial del Libro de Madrid", que posteriormente foi convertida, graças ao seu esforço, no Instituto Nacional del Libro Español, de que se separou em 1943. Deu várias conferências na Argentina, Chile, Uruguai, Brasil e Japão. Num inquérito do Instituto de la Opinión Pública sobre a popularidade de escritores nos anos cinquenta, o seu nome foi apontado como um dos mais conhecidos. Foi membro da Real Academia Española, onde ingressou em 1955, com um discurso sobre El tiempo y su mudanza en el Teatro de Benavente e foi presidente da Sociedad General de Autores de España entre 1963 e 1969.

## Obra
Como dramaturgo, usava de fino humor, era um magnífico desenhador de personagens, dominador da técnica teatral. Noentanto, usava uma linguagem e uma sintaxe demasiado literárias e rebuscadas para parecerem naturais .
Cultivou principalmente a comédia ("Tánger", "La visita que no tocó el timbre"), o drama ao modo de Linares Rivas (La muralla, La cárcel infinita, alegato anticomunista; La ciudad sin Dios, sobre a religión; Dinero, sobre a hipocrisia na amizade; Criminal de guerra, sobre vencedores e vencidos na Segunda Guerra Mundial; El jefe, peça de conteúdo antianarquista que expressa a necessidade social de um poder estabelecido; Historia de un resentido, peça sobre um escritor fracassado que pretende mostrar a existência de almas nobres entre os republicanos; La herencia, onde propõe o esquecimento dos trágicos acontecimentos da Guerra Civil) e o drama histórico (María Antonieta, Plaza de Oriente,  visão nacionalista da história de Espanha desde a Restauración à Guerra Civil; El proceso del arzobispo Carranza, sobre o processo da Inquisição de Felipe II contra un erasmista e do qual se beneficiaram fundamentalmente as arcas do rei; El poder, sobre o Renascimento; La pasión de amar, sobre o cisma anglicano na perspectiva de Catarina de Aragão). Teve vários êxitos, o primero dos quais foi Cuando llegue la noche (1943).
Seu batismo no teatro foi em 1932, quando estreou a sua obra A la tierra, kilómetros 500.000. A esta seguiu-se, em Madrid El rebelde (1934) e El alba sin luz (1937), em Buenos Aires. A Real Academia Española premiou-o duas vezes, uma com o prémio Piquer de comédia, em 1939 por La vida inmóvil, e outra com o prémio Espinosa y Cortina de 1945, por La cárcel infinita. Também recibeu o Prémio Nacional de Teatro Benavente, durante dois anos consecutivos, por La visita que no tocó el timbre (1950) e por Criminal de guerra (1952). Para o actor Alberto Closas escreveu uma trilogia diplomática integrada por Una muchachita de Valladolid (1957), Cartas credenciales (1960) e Operación embajada (1962).
O seu maior êxito à escala internacional foi La muralla, uma peça de tese muito polémica, traduzida para vários idiomas e representada muitas vezes, batendo a marca até ao momento de qualquer obra representada com êxito em Espanha, na qual trata o tema dos vencedores e vencidos na Guerra Civil. O protagonista, enquanto dirige um corpo das tropas vencedoras, prende um notário rico e promete-lhe que não o fuzilará se fizer escrituras em seu nome, legando-lhe todos os seus bens, o que ele faz, mas é executado de qualquer forma. Tempo mais tarde, quando desfruta da sua nova posição, um médico revela-lhe que só lhe faltam alguns meses de vida; ele então decide salvar a sua alma, devolvendo todos os bens aos legítimos proprietários e herdeiros do notário. No entanto, ergue-se à sua volta uma "muralha" constituída por sua família, esposa e filhos. Com isso, pretende demonstrar a hipocrisia das classes burguesas.

## Bibliografía do autor

### Livros de viagens
- Nueva York en retales
- Muerte y resurrección de Alemania

### Narrativa
- 5 Historias de opositores y 11 historias más. Madrid: Prensa Española, 1968.

### Poesia
- Cuadernos de humor y luto. 1992

### Teatro
- A la tierra, kilómetros 500.000, 1932
- El rebelde, 1934.
- El alba sin luz, 1937.
- La vida inmóvil, 1939.
- Cuando llegue la noche, 1943.
- La última travesía, 1943.
- La cárcel infinita, 1945.
- El fantasma dormido, 1945.
- Tánger, 1945.
- El jugador de su vida, 1947.
- Plaza de Oriente, 1947.
- La gloria en cuarto menguante, 1947.
- Damián, 1948-1949.
- Historias de una casa, 1948-1949.
- La visita que no tocó el timbre, 1950.
- Nuestros ángeles, 1950.
- Criminal de guerra, 1951.
- María Antonieta, 1952.
- Cuango llegue el día, 1952.
- El jefe, la mariposa y el ingeniero, 1953.
- Milagro en la plaza del progreso, 1953.
- La muralla, 1954.
- Historia de un resentido, 1956.
- Una muchachita de Valladolid, 1957.
- La herencia, 1957.
- La ciudad sin Dios, 1957.
- ¡Viva lo imposible!, 1958.
- Cartas credenciales, 1960.
- Dinero, 1961.
- Fiesta de caridad, 1961.
- El glorioso soltero, 1961.
- Micaela, 1962.
- Operación embajada, 1962.
- Proceso al arzobispo Carranza, 1964.
- La corona de dalias, 1963.
- La condesa Laurel, 1964.
- El poder, 1965.
- El baño de las ninfas, 1966.
- La amante, 1968.
- El inocente, 1969.
- Una noche bajo la lluvia, 1969.
- El alfil, 1971.
- La pasión de amar, 1990.

### Conferências
- Autopsia de la República. Conferência pronunciada no dia 5 de março no Círculo Balmes da Casa de Pilatos de Sevilla. 1961